# Elmer A. Sperry Award
Der Elmer A. Sperry Award ist eine Auszeichnung, die seit 1955 vergeben wird für „eine angesehene Ingenieursleistung, die sich in der Anwendung bewiesen hat und das Transportwesen weiterentwickelt hat, ob Land, zu Wasser oder in der Luft.“ Sie wird gemeinsam von der American Institute of Aeronautics and Astronautics, Institute of Electrical and Electronics Engineers, Society of Automotive Engineers, Society of Naval Architects and Marine Engineers, American Society of Civil Engineers und der American Society of Mechanical Engineers vergeben und ist nach Elmer A. Sperry benannt.

## Preisträger
| Jahr | Preisträger | Ausgezeichneter Beitrag                                                           |
| ---- | --- | --------------------------------------------------------------------------------- |
| 1955 | William Francis Gibbs | Passagierschiff United States                                                     |
| 1956 | Donald W. Douglas | Douglas DC-Reihe                                                                  |
| 1957 | Harold L. Hamilton, Richard M. Dilworth und Eugene W. Kettering                                                                       | Dieselelektrische Lokomotive                                                      |
| 1958 | Ferdinand Porsche und Heinrich Nordhoff                                                                                               | VW Käfer                                                                          |
| 1959 | Geoffrey de Havilland, Frank B. Halford und Charles C. Walker                                                                         | Passagierflugzeug mit Strahltriebwerk                                             |
| 1960 | Frederick Darcy Braddon, Sperry Gyroscope Company                                                                                     | Drei-Achsen-Gyroskop                                                              |
| 1961 | Robert Gilmour LeTourneau, Firestone Tire & Rubber Company                                                                            | Baumaschinen                                                                      |
| 1962 | Lloyd J. Hibbard | Ignitron-Quecksilberdampfgleichrichter                                            |
| 1963 | Earl A. Thompson | Automatikschaltung                                                                |
| 1964 | Igor Sikorsky und Michael E. Gluhareff, Sikorsky Aircraft                                                                             | Transporthubschrauber S-64 Skycrane                                               |
| 1965 | Maynard L. Pennell, Richard L. Rouzie, John E. Steiner, William H. Cook und Richard L. Loesch, Jr., Boeing                            | Transportflugzeuge 707, 720 und 727                                               |
| 1966 | Hideo Shima, Matsutaro Fuji und Shigenari Oishi                                                                                       | Tōkaidō-Shinkansen                                                                |
| 1967 | Edward R. Dye, Hugh DeHaven und Robert A. Wolf, Cornell Aeronautical Laboratory                                                       | Dreipunktgurt/Unfallforschung                                                     |
| 1968 | Christopher S. Cockerell und Richard Stanton-Jones                                                                                    | Luftkissenboot                                                                    |
| 1969 | Douglas C. MacMillan, M. Nielsen und Edward L. Teale, Jr.                                                                             | Nuklear betriebenes Handelsschiff Savannah                                        |
| 1970 | Charles Stark Draper | Inertialnavigation                                                                |
| 1971 | Sedgwick N. Wight und George W. Baughman                                                                                              | CTC                                                                               |
| 1972 | Leonard S. Hobbs und Perry W. Pratt, Pratt & Whitney                                                                                  | Turbojettriebwerk JT3                                                             |
| 1973 | kein Preis |                                                                                   |
| 1974 | kein Preis |                                                                                   |
| 1975 | Jerome L. Goldman, Frank A. Nemec, James J. Henry und Alfred W. Schwendtner                                                           | Prinzip des offenen Schiffs (All-Hatch-Vessel)                                    |
| 1977 | Clifford L. Eastburg und Harley J. Urbach, Timken Company                                                                             | Kegelrollenlager                                                                  |
| 1978 | Robert Puiseux, Michelin | Radialreifen                                                                      |
| 1979 | Leslie J. Clark | LNG als Schiffstreibstoff                                                         |
| 1980 | William M. Allen, Malcolm T. Stamper, Joseph F. Sutter und Everette L. Webb, Boeing                                                   | Großraumflugzeug Boeing 747                                                       |
| 1981 | Edward J. Wasp | Slurry Pipelines                                                                  |
| 1982 | Werner Teich, Jörg Brenneisen, Ehrhard Futterlieb, Joachim Körber, Edmund Müller, G. Reiner Nill, Manfred Schulz und Herbert Stemmler | Drehstromantrieb für Lokomotiven                                                  |
| 1983 | George Edwards, Henri Ziegler, Stanley Hooker, Archibald Russell und André Turcat                                                     | Überschall-Verkehrsflugzeug Concorde                                              |
| 1984 | Frederick Aronowitz, Joseph E. Killpatrick, Warren M. Macek und Theodore J. Podgorski                                                 | Laserkreisel                                                                      |
| 1985 | Richard K. Quinn, Carlton E. Tripp und George H. Plude                                                                                | Selbstentlader-Große-Seen-Schiffe                                                 |
| 1986 | George W. Jeffs, William R. Lucas, George E. Mueller, George F. Page, Robert F. Thompson und John F. Yardley                          | Space Transportation System                                                       |
| 1987 | Harry R. Wetenkamp | spannungsarme Eisenbahnräder (englisch curved plate (parabolic deep-dish) wheels) |
| 1988 | John Alvin Pierce | Omega-Navigationsverfahren                                                        |
| 1989 | Harold E. Froehlich, Charles Momsen und Allyn C. Vine                                                                                 | Tiefsee-U-Boot Alvin                                                              |
| 1990 | Claud M. Davis, Richard B. Hanrahan, John F. Keeley, und James H. Mollenauer                                                          | En Route Flugverkehrskontrolle                                                    |
| 1991 | Malcom McLean | Multimodaler Verkehr (Standardcontainer)                                          |
| 1992 | Daniel K. Ludwig | Supertanker                                                                       |
| 1993 | Heinz Leiber, Wolf-Dieter Jonner und Hans Jürgen Gerstenmeier, Robert Bosch                                                           | Antiblockiersystem (ABS)                                                          |
| 1994 | Russell G. Altherr | spielfreie Verbindung zwischen Güterwagen                                         |
| 1995 | kein Preis |                                                                                   |
| 1996 | Thomas G. Butler und Richard H. MacNeal                                                                                               | NASTRAN-FEM                                                                       |
| 1997 | kein Preis |                                                                                   |
| 1998 | Bradford W. Parkinson | Global Positioning System (GPS)                                                   |
| 1999 | kein Preis |                                                                                   |
| 2000 | Ingenieure von SNCF und Alstom 1965–1981                                                                                              | Hochgeschwindigkeitszug TGV                                                       |
| 2001 | kein Preis |                                                                                   |
| 2002 | Raymond Pearlson | Syncrolift-Schiffsheber                                                           |
| 2003 | kein Preis |                                                                                   |
| 2004 | Josef Becker (Unternehmer) | Schottel-Ruderpropeller                                                           |
| 2005 | Victor Wouk | Hybridauto                                                                        |
| 2006 | Antony Jameson | Numerische Strömungsmechanik (CFD) in der Flugzeugentwicklung                     |
| 2007 | Robert F. Cook, Peter T. Mahal, Pam L. Phillips und James C. White                                                                    | Engineered Materials Arresting Systems (EMAS) zur Landebahnbegrenzung             |
| 2008 | Thomas Stafford, Glynn Lunney, Alexei Leonow, Konstantin Buschujew                                                                    | Apollo-Sojus-Test-Projekt                                                         |
| 2009 | Boris Popov | Gesamtrettungssystem (BRS) für Flugzeuge                                          |
| 2010 | Takuma Yamaguchi | Articulated Tug Barge (ARTICOUPLE)                                                |
| 2011 | kein Preis |                                                                                   |
| 2012 | Zigmund Bluvband und Herbert Hecht |                                                                                   |
| 2013 | C. Donald Bateman | Ground Proximity Warning System (GPWS)                                            |
| 2014 | Alden J. Laborde, Bruce G. Collipp und Alan C. McClure                                                                                | Offshore-Bohrschiffe                                                              |
| 2015 | Michael Sinnett und das Entwicklerteam der Boeing 787-8                                                                               | Boeing 787-8                                                                      |
| 2016 | Harri Kulovaara |                                                                                   |
| 2017 | Bruno Murari | STMicroelectronics                                                                |
| 2018 | Panama Canal Authority |                                                                                   |
| 2019 | G. A. Sandy Thomson |                                                                                   |
| 2020 | Dominique Roddier, Christian A. Cermelli und Alexia Aubault                                                                           | WindFloat                                                                         |
| 2021 | Michimasa Fujino | HondaJet                                                                          |
| 2022 | Asad M. Madni | GyroChip                                                                          |